# (39435) 2029 T-3
2029 T-3 (asteroide 39435) é um asteroide da cintura principal. Possui uma excentricidade de 0.15334330 e uma inclinação de 9.13133º.
Este asteroide foi descoberto no dia 16 de outubro de 1977 por Cornelis Johannes van Houten e Ingrid van Houten-Groeneveld e Tom Gehrels em Palomar.